# Europäischer Eisenbahningenieur
Das Zertifikat Europäischer Eisenbahningenieur (EURAIL-ING) ist der Nachweis der Qualifikation von Ingenieuren und Unternehmen zur Ausführung von Ingenieurleistungen auf dem Eisenbahnsektor.
Da ein einheitliches Qualitätsnachweisverfahren in Europa notwendig ist, ist die Union Europäischer Eisenbahn-Ingenieur-Verbände – UEEIV – autorisiert, das Zertifikat auf Antrag zu vergeben.

## Zertifizierung
Die Zertifizierung können Eisenbahningenieure beantragen. Eisenbahningenieure sind Ingenieure, die über Diplome, Prüfungszeugnisse oder Staatsprüfungen verfügen und die bei Eisenbahnen, Bahnverwaltungen und Bahnbehörden, Verkehrsunternehmen und -verwaltungen, in eisenbahnspezifischer Forschung und Lehre an Universitäten und Hochschulen bzw. in Unternehmen tätig sind, die für die vorgenannten Institutionen planen, bauen und eisenbahntypische Materialien, Anlagen und Fahrzeuge liefern.